# Sphagnum leucobryoides
Sphagnum leucobryoides là một loài rêu trong họ Sphagnaceae. Loài này được T. Yamag., Seppelt & Z. Iwats. mô tả khoa học đầu tiên năm 1990.